# James Newland
James Ernest Newland (22 août 1881 au 19 mars 1949) a été un récipiendaire australien de la croix de Victoria, la plus haute décoration pour acte de bravoure « face à l'ennemi » qui peut être accordée aux membres des forces armées du Commonwealth, à la suite de trois actions effectuées en avril 1917 lors d'attaques contre les Allemands alors qu'ils se repliaient vers la Ligne Hindenburg. Alors à la tête d'une compagnie, Newland mena ses hommes lors de différents assauts sur les positions allemandes et parvint à repousser de nombreuses contre-attaques.